# Il fuggiasco (romanzo)
Il fuggiasco è l'autobiografia dello scrittore Massimo Carlotto, edito nel 1994 dalle Edizioni e/o. Narra il periodo della sua latitanza e della battaglia giudiziaria successiva al suo ritorno in Italia.
Il libro ha vinto nel 1996 il Premio del Giovedì.
Nel 2003 dal libro è stato tratto un film  con lo stesso titolo diretto dal regista Andrea Manni, di cui Carlotto ha curato la sceneggiatura, insieme con lo stesso regista.

## Contenuto
Il racconto inizia nel gennaio del 1985 a Città del Messico, con la fine della latitanza dello scrittore, tradito dall'avvocato che doveva procurargli i documenti per rendere meno precaria la sua posizione di rifugiato in incognito nel paese centroamericano. Dopo una breve ma indimenticabile permanenza nelle famigerate carceri di Calle de Soto, il giovane decide quindi di rientrare in patria per tentare nuovamente di vedersi riconoscere la propria innocenza per via giudiziaria, malgrado l'insuccesso di tre anni prima, causa originaria del suo allontanamento dal paese. Che lo aveva portato prima a Parigi, ospite della comunità di perseguitati ed esuli di varia provenienza che nella capitale francese trovavano rifugio, quindi in Messico, in una continua gara a rimpiattino con le autorità per sfuggire a controlli e ricerche, e talvolta pure agli incontri casuali con gli onnipresenti connazionali. Impegnandosi in continui cambi di identità e di abitazione, accompagnato da un eterno senso di paranoia, e finendo a volte per ritrovarsi in situazioni paradossali e tragicomiche. Tra crisi d'angoscia e nostalgia, superate con qualche stratagemma e l'aiuto degli amici, l'autore trova rifugio nel cibo, sviluppando una bulimia che si rivelerà anche un'utile copertura. E nel delirio quotidiano di Città del Messico, riesce persino a riguadagnare una parvenza di normalità ed integrazione, frequentando l'università e gli attivisti dello scombinato comunismo locale. Il libro si conclude con il racconto della fine della storia d'amore con Alessandra, compagna prima e durante la latitanza, ma che lo abbandona al ritorno in Italia, e della battaglia giudiziaria che dopo otto lunghi anni, ed una sequenza di intricati passaggi processuali, con continui rimpalli tra diverse corti ed organi procedurali, si conclude solo con la concessione della grazia presidenziale, bloccando i progetti di suicidio, unica possibile via per ribellarsi ad uno dei casi giudiziari più aberranti della storia italiana.

## Edizioni
- Massimo Carlotto, Il fuggiasco, 12ª ed., Edizioni e/o, 2007, ISBN 978-88-7641-297-4.